# Leonel Antonio de la Cuesta
Leonel Antonio de la Cuesta (Pinar del Río, 1937-Miami, 21 de febrero de 2017) fue un traductor y profesor cubano expatriado en Estados Unidos.
En 1953, Año del Centenario del Nacimiento de José Martí (1853-1895) obtuvo el Premio Nacional de Oratoria Estudiantil. Se recibió en Derecho Diplomático y Consular en la Universidad de La Habana. Posteriormente siguió estudios doctorales en la Universidad Católica de Cuba, en la rama del derecho. Con posterioridad se traslada a Francia donde hace un doctorado en la Sorbona en Ciencias Políticas y Derecho Público y en los Estados Unidos en la Universidad de Johns Hopkins, Baltimore, Maryland, se doctora en Filología y Lingüística Hispánicas. 

## Obras
Ha publicado como autor, editor o traductor 14 libros, entre ellos: 
Lecciones preliminares de traductología, 
Antología bilingüe de la poesía hispánica y
Martí traductor.
Durante décadas dictó cátedra universitaria en la ciudad de Miami. Desde 1981 enseñó en la Universidad Internacional de la Florida (FIU), en Miami, donde dirigió durante dieciocho años el Programa de Formación de Traductores e Intérpretes.
Ha pronunciado conferencias sobre traducción e interpretación en diversos países y ha dirigido talleres en las conferencias anuales de ATA (Asociación de Traductores de los Estados Unidos), CITA y para el FBI. Trabajó acreditado como traductor profesional por ATA, profesión que ejerció desde 1976. Fue uno de los analistas del derecho constitucional cubano más importante de Miami.